# Rối loạn nhân cách kịch tính
Rối loạn nhân cách kịch tính (histrionic personality disorder - HPD) được Hiệp hội Tâm thần Hoa Kỳ định nghĩa là một rối loạn nhân cách đặc trưng bởi một hình thái phổ biến của sự xúc cảm quá mức và tìm kiếm sự chú ý quá mức, thường bắt đầu ở tuổi trưởng thành sớm, bao gồm hành vi quyến rũ không thích hợp và khao khát được chấp thuận quá mức. Những người được chẩn đoán mắc chứng rối loạn được cho là sống động, kịch tính, hoạt bát, nhiệt tình và thích tán tỉnh, nhưng sẽ cảm thấy khó chịu khi họ không phải là trung tâm của sự chú ý. HPD được chẩn đoán thường xuyên gấp bốn lần ở phụ nữ khi so với nam giới. Nó ảnh hưởng đến 2-3% dân số nói chung và 10-15% ở các viện sức khỏe tâm thần nội trú và ngoại trú.
HPD nằm trong cụm rối loạn nhân cách kịch tính. Những người bị HPD có nhu cầu cao về sự chú ý, xuất hiện ồn ào và không phù hợp, phóng đại hành vi và cảm xúc của họ, và khao khát sự kích thích.  Họ có thể thể hiện hành vi khiêu khích tình dục, thể hiện cảm xúc mạnh mẽ với phong cách ấn tượng và có thể dễ dàng bị người khác làm ảnh hưởng. Các đặc điểm liên quan bao gồm tự chủ, tự nuông chiều, khao khát được đánh giá cao và hành vi thao túng người khác liên tục để đạt được nhu cầu của riêng họ.

## Dấu hiệu và triệu chứng
Những người bị HPD thường có chức năng cao, cả về mặt xã hội và nghề nghiệp. Họ thường có kỹ năng xã hội tốt, mặc dù có xu hướng sử dụng chúng để thao túng người khác biến họ thành trung tâm của sự chú ý. HPD cũng có thể ảnh hưởng đến các mối quan hệ xã hội và lãng mạn của một người, cũng như khả năng đối phó với những mất mát hoặc thất bại. Họ có thể tìm cách điều trị trầm cảm lâm sàng khi mối quan hệ lãng mạn (hoặc quan hệ cá nhân gần gũi) kết thúc.  
Các cá nhân bị HPD thường không nhìn thấy tình huống cá nhân của họ một cách thực tế, thay vào đó là kịch tính và phóng đại những khó khăn của họ. Họ có thể trải qua những thay đổi công việc thường xuyên, vì họ trở nên dễ chán nản và có thể thích rút lui khỏi sự thất vọng (thay vì phải đối mặt với nó). Bởi vì họ có xu hướng khao khát sự mới lạ và hứng thú, họ có thể đặt mình vào những tình huống rủi ro. Tất cả các yếu tố này có thể dẫn đến nguy cơ phát triển trầm cảm lâm sàng cao hơn.
Một số triệu chứng khác có thể kể đến như:
- Hành vi phô trương
- Quá nhạy cảm với những lời chỉ trích hoặc phản đối
- Khao khát sự chú ý từ người khác
- Sử dụng các triệu chứng soma giả tạo (bệnh thể chất) hoặc rối loạn tâm lý để thu hút sự chú ý
- Có xu hướng tin rằng các họ có một mối quan hệ thân thiết với người khác, dù trên thực tế thì không phải
- Đưa ra quyết định hấp tấp